# Liste der größten Versicherer der Welt
Die Liste der größten Versicherer der Welt führt nachfolgend die größten Versicherungsunternehmen der Welt nach Bilanzsumme, Marktkapitalisierung und Umsatz auf. Eine Alternative zur Bestimmung der größten und bedeutendsten Versicherungen ist die Liste global systemrelevanter Versicherungsunternehmen, die jährlich vom Financial Stability Board veröffentlicht wird.

## Liste der größten Versicherer nach Bilanzsumme
Folgende Liste sortiert die 25 größten Versicherer der Welt nach ihrer Bilanzsumme im Jahr 2020 berechnet in US-Dollar. Quelle ist die Liste der 25 größten Versicherer nach Bilanzsumme der Ratingagentur A. M. Best Company. Das größte Versicherungsunternehmen nach diesem Kriterium war im Jahre 2020 die deutsche Allianz SE.
| Rang | Versicherer                         | Land                   | Bilanzsumme in Mrd. USD |
| ---- | ----------------------------------- | ---------------------- | ----------------------- |
| 1    | Allianz                             | Deutschland            | 1.261,9                 |
| 2    | Axa                                 | Frankreich             | 950,6                   |
| 3    | Prudential Financial                | Vereinigte Staaten     | 940,7                   |
| 4    | Ping An Insurance                   | Volksrepublik China    | 883,9                   |
| 5    | Berkshire Hathaway                  | Vereinigte Staaten     | 873,7                   |
| 6    | MetLife                             | Vereinigte Staaten     | 795,1                   |
| 7    | Nihon Seimei Hoken                  | Japan                  | 776,2                   |
| 8    | American International Group        | Vereinigte Staaten     | 774,8                   |
| 9    | China Life Insurance                | Volksrepublik China    | 776,4                   |
| 10   | Legal & General                     | Vereinigtes Königreich | 774,8                   |
| 11   | Assicurazioni Generali              | Italien                | 669,1                   |
| 12   | Aviva                               | Vereinigtes Königreich | 651,6                   |
| 13   | Japan Post Insurance                | Japan                  | 636,8                   |
| 14   | Manulife Financial                  | Kanada                 | 688,8                   |
| 15   | Dai-ichi Life                       | Japan                  | 577,1                   |
| 16   | Aegon                               | Niederlande            | 546,5                   |
| 17   | CNP Assurances                      | Frankreich             | 543,7                   |
| 18   | Credit Agricole                     | Frankreich             | 536,8                   |
| 19   | Zenkyoren                           | Japan                  | 531,6                   |
| 20   | Life Insurance Corporation of India | Indien                 | 520,5                   |
| 21   | Prudential plc                      | Vereinigtes Königreich | 516,1                   |
| 22   | Great-West Lifeco                   | Kanada                 | 469,8                   |
| 23   | Zurich Insurance Group              | Schweiz                | 439,3                   |
| 24   | Meiji Yasuda Seimei Hoken           | Japan                  | 417,2                   |
| 25   | New York Life Insurance Company     | Vereinigte Staaten     | 414,3                   |

## Liste der größten Versicherer nach Beitragseinnahmen
Folgende Liste sortiert die 25 größten Versicherer der Welt nach ihren erhaltenen Versicherungsprämien im Jahr 2020 berechnet in US-Dollar. Quelle ist die Liste der 25 größten Versicherer nach Bilanzsumme der Ratingagentur A. M. Best Company. Das größte Versicherungsunternehmen nach diesem Kriterium war im Jahre 2020 UnitedHealth.
| Rang | Versicherer                         | Land                | Beitragseinnahmen in Mrd. USD |
| ---- | ----------------------------------- | ------------------- | ----------------------------- |
| 1    | UnitedHealth                        | Vereinigte Staaten  | 200,5                         |
| 2    | Ping An Insurance                   | Volksrepublik China | 118,8                         |
| 3    | China Life Insurance                | Volksrepublik China | 111,2                         |
| 4    | Centene                             | Vereinigte Staaten  | 107,4                         |
| 5    | Anthem                              | Vereinigte Staaten  | 105,7                         |
| 6    | Kaiser Permanente                   | Vereinigte Staaten  | 102,9                         |
| 7    | AXA                                 | Frankreich          | 101,3                         |
| 8    | Allianz SE                          | Deutschland         | 93,6                          |
| 9    | People’s Insurance Company of China | Volksrepublik China | 79,6                          |
| 10   | Assicurazioni Generali              | Italien             | 79,2                          |
| 11   | Humana Inc.                         | Vereinigte Staaten  | 74,2                          |
| 12   | State Farm                          | Vereinigte Staaten  | 71,1                          |
| 13   | Berkshire Hathaway                  | Vereinigte Staaten  | 64,9                          |
| 14   | Münchener Rück                      | Deutschland         | 64,3                          |
| 15   | CVS Health                          | Vereinigte Staaten  | 56,7                          |
| 16   | Life Insurance Corporation of India | Indien              | 55,0                          |
| 17   | China Pacific Insurance             | Volksrepublik China | 51,7                          |
| 18   | Nihon Seimei Hoken                  | Japan               | 46,3                          |
| 19   | Health Care Service Corporation     | Vereinigte Staaten  | 44,9                          |
| 20   | Zenkyoren                           | Japan               | 44,1                          |
| 21   | HDI                                 | Deutschland         | 43,5                          |
| 22   | Dai-ichi Seimei Hoken               | Japan               | 43,0                          |
| 23   | MetLife                             | Vereinigte Staaten  | 42,0                          |
| 24   | Liberty Mutual                      | Vereinigte Staaten  | 40,6                          |
| 25   | Progressive                         | Vereinigte Staaten  | 40,6                          |

## Liste der größten Versicherer nach Börsenwert
Folgende Liste sortiert die 15 größten Versicherer der Welt nach ihrem Börsenwert Mitte des Jahres 2016 berechnet in US-Dollar. Quelle sind die Forbes Global 2000 des amerikanischen Wirtschaftsmagazin Forbes. Der japanische Mischkonzern Japan Post Group, der unter anderem Versicherungen anbietet, wies 2016 eine Börsenwert von 55,1 Milliarden US-Dollar auf und würde damit als Versicherer gezählt den neunten Platz belegen.
| Rang | Versicherer                  | Land                   | Börsenwert in Mrd. USD |
| ---- | ---------------------------- | ---------------------- | ---------------------- |
| 1    | Ping An Insurance            | Volksrepublik China    | 100,8                  |
| 2    | China Life Insurance         | Volksrepublik China    | 98,1                   |
| 3    | Allianz SE                   | Deutschland            | 83,7                   |
| 4    | AIA Group                    | Hongkong               | 77,1                   |
| 5    | Chubb                        | Schweiz                | 64,0                   |
| 6    | AXA                          | Frankreich             | 60,8                   |
| 7    | American International Group | Vereinigte Staaten     | 60,1                   |
| 8    | MetLife                      | Vereinigte Staaten     | 57,2                   |
| 9    | Prudential plc               | Vereinigtes Königreich | 53,7                   |
| 10   | Prudential Financial         | Vereinigte Staaten     | 45,6                   |
| 11   | Zurich Insurance Group       | Schweiz                | 40,0                   |
| 12   | Manulife Financial           | Kanada                 | 34,4                   |
| 13   | China Pacific Insurance      | Volksrepublik China    | 33,5                   |
| 14   | Swiss Re                     | Schweiz                | 32,1                   |
| 15   | Tokio Marine Holdings        | Japan                  | 30,6                   |

## Liste der größten Versicherer nach Umsatz
Folgende Liste sortiert die 50 größten Versicherer der Welt nach ihrem Umsatz im Jahr 2016 berechnet in US-Dollar. Angegeben ist zudem der Gewinn. Quelle sind die Forbes Global 2000 des amerikanischen Wirtschaftsmagazin Forbes. Der japanische Mischkonzern Japan Post Group, der unter anderem Versicherungen anbietet, wies 2016 eine Umsatz von 123,7 Milliarden US-Dollar auf und würde damit als Versicherer gezählt den zweiten Platz belegen.
| Rang | Versicherer                               | Land                             | Umsatz in Mrd. USD | Gewinn in Mrd. USD |
| ---- | ----------------------------------------- | -------------------------------- | ------------------ | ------------------ |
| 1    | AXA                                       | Frankreich                       | 132,8              | 6,2                |
| 2    | Allianz SE                                | Deutschland                      | 115,7              | 7,6                |
| 3    | Ping An Insurance                         | Volksrepublik China              | 106,6              | 9,5                |
| 4    | Legal & General                           | Vereinigtes Königreich           | 105,5              | 1,7                |
| 5    | Prudential plc                            | Vereinigtes Königreich           | 96,9               | 2,6                |
| 6    | Assicurazioni Generali                    | Italien                          | 90,5               | 2,3                |
| 7    | China Life Insurance                      | Volksrepublik China              | 82,8               | 2,9                |
| 8    | Aviva                                     | Vereinigtes Königreich           | 74,3               | 0,9                |
| 9    | Münchener Rück                            | Deutschland                      | 68,8               | 2,9                |
| 10   | Zurich Insurance Group                    | Schweiz                          | 67,3               | 3,2                |
| 11   | MetLife                                   | Vereinigte Staaten               | 64,7               | 0,8                |
| 12   | People’s Insurance Company of China       | Volksrepublik China              | 64,6               | 2,1                |
| 13   | Prudential Financial                      | Vereinigte Staaten               | 56,3               | 4,3                |
| 14   | Dai-ichi Seimei Hoken                     | Japan                            | 55,7               | 1,7                |
| 15   | American International Group              | Vereinigte Staaten               | 52,4               | −0,8               |
| 16   | MS&AD Insurance Group Holdings            | Japan                            | 47,8               | 2,0                |
| 17   | Tokio Marine Holdings                     | Japan                            | 44,6               | 2,8                |
| 18   | Swiss Re                                  | Schweiz                          | 43,6               | 3,6                |
| 19   | China Pacific Insurance                   | Volksrepublik China              | 40,3               | 1,3                |
| 20   | Manulife Financial                        | Kanada                           | 38,9               | 2,2                |
| 21   | AEGON                                     | Niederlande                      | 36,6               | 0,5                |
| 22   | Allstate                                  | Vereinigte Staaten               | 36,3               | 1,9                |
| 23   | Talanx                                    | Deutschland                      | 34,7               | 1,0                |
| 24   | Chubb (heute Chubb Limited)               | Schweiz                          | 31,9               | 4,1                |
| 25   | CNP Assurances                            | Frankreich                       | 30,7               | 1,2                |
| 26   | Songai Hoken Japan (heute SOMPO Holdings) | Japan                            | 29,4               | 1,7                |
| 27   | The Travelers Companies, Inc.             | Vereinigte Staaten               | 27,7               | 3,0                |
| 28   | AIA Group                                 | Hongkong                         | 26,5               | 4,2                |
| 29   | Standard Life                             | Vereinigtes Königreich           | 25,2               | 0,5                |
| 30   | Samsung Life Insurance                    | Südkorea                         | 24,1               | 1,8                |
| 31   | Progressive Corporation                   | Vereinigte Staaten               | 23,5               | 1,0                |
| 32   | Mapfre                                    | Spanien                          | 23,3               | 0,8                |
| 33   | Aflac                                     | Vereinigte Staaten               | 22,7               | 2,7                |
| 34   | Old Mutual                                | Vereinigtes Königreich Südafrika | 22,1               | 0,8                |
| 35   | New China Life Insurance                  | Volksrepublik China              | 22,0               | 0,8                |
| 36   | China Taiping Insurance Holdings          | Hongkong                         | 21,6               | 0,6                |
| 37   | Sun Life Financial                        | Kanada                           | 19,9               | 1,9                |
| 38   | Swiss Life                                | Schweiz                          | 19,5               | 0,9                |
| 39   | Unipol                                    | Italien                          | 18,4               | 0,4                |
| 40   | Hartford Financial Services Group         | Vereinigte Staaten               | 18,1               | 0,9                |
| 41   | Samsung Fire & Marine Insurance           | Südkorea                         | 17,2               | 0,7                |
| 42   | T&D Holdings                              | Japan                            | 16,6               | 0,7                |
| 43   | NN Group                                  | Niederlande                      | 15,6               | 1,3                |
| 44   | Scor                                      | Frankreich                       | 14,6               | 0,7                |
| 45   | China Re                                  | Volksrepublik China              | 13,7               | 0,8                |
| 46   | Lincoln National                          | Vereinigte Staaten               | 13,4               | 1,2                |
| 47   | Loews Corporation                         | Vereinigte Staaten               | 13,0               | 0,6                |
| 48   | Ageas Holding                             | Belgien                          | 12,9               | 0,0                |
| 49   | Principal Financial Group                 | Vereinigte Staaten               | 12,5               | 1,3                |
| 50   | DB Insurance                              | Südkorea                         | 12,4               | 0,5                |